# 愛在世界末日
《愛在世界末日》是一部由蔡宗翰執導的台灣電影短片，由李鴻其和李千娜主演。曾經入圍金馬獎最佳劇情短片、台北電影獎、西班牙錫切斯影展、美國Slamdance影展、日本夕張奇幻電影節。

## 劇情
故事為核災過後，發放配給糧食的軍官追捕身體突變的女子。慾望透過蟑螂傳遞，觸碰到他内心的誘惑與恐懼。

## 獲獎紀錄
| 年份 | 評獎名稱     | 獎項                       | 結果 |
| ---- | ------------ | -------------------------- | ---- |
| 2017 | 第54屆金馬獎 | 最佳劇情短片               | 入圍 |
| 2018 | 第40屆金穗獎 | 一般作品類-最佳劇情片獎    | 入圍 |
| 2018 | 第40屆金穗獎 | 單項表現獎：陳柏任（美術） | 獲獎 |
| 2018 | 第40屆金穗獎 | 單項表現獎：張誌騰（攝影） | 獲獎 |